# Harlem shake (dança)
Harlem shake é o nome dado a um tipo de dança originário no bairro nova-iorquino Harlem em 1981.